# うしかい座ボイド

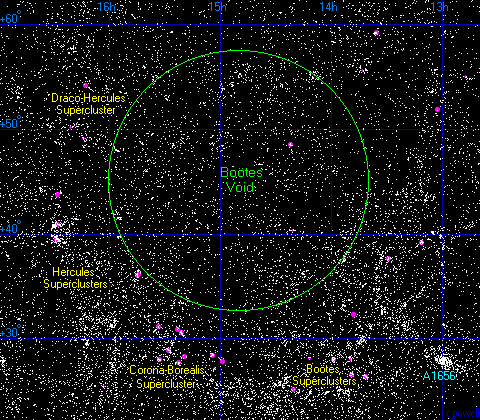
うしかい座ボイドの星図上の位置

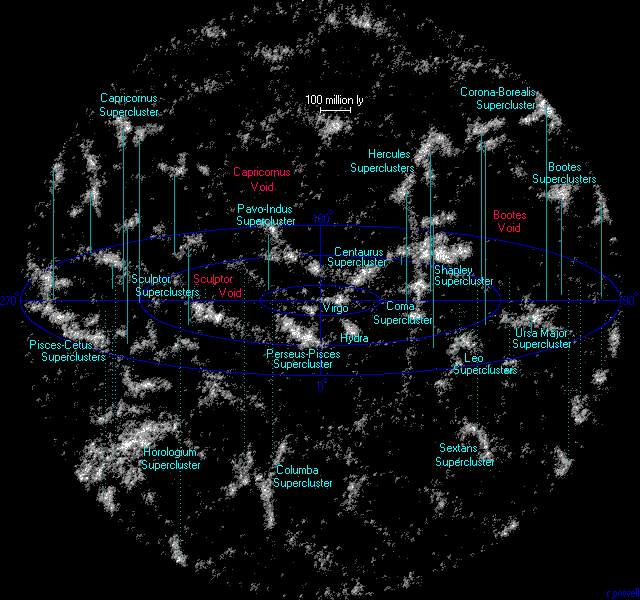
近傍宇宙の大規模構造マップ（超銀河座標）。赤字の Bootes void が「うしかい座ボイド」。

うしかい座ボイド（うしかいざボイド、英  Boötes void）またはグレート・ボイド（Great Void）
は、超空洞の一つであり、驚異的に大きく、ほぼ球形の、そしてほぼ何もない（ほとんど銀河を含まない）宇宙の領域である。うしかい座に位置しているので現在の名称で呼ばれている。直径はおよそ2億5000万光年、現在観測可能な宇宙の範囲およそ930億光年の約0.27%を占めている。体積は23万6000メガ立方パーセクであり、宇宙最大の超空洞となっている。この超空洞の中心はおよそ赤経  14h 20m 、赤緯 26°Qに位置している 
座標:  14h 20m 0s, +26° 0′ 0″。

## 概要
この超空洞の直径は2.5億光年に近く、体積は236,000メガ立方パーセクに近い。現在知られている最大の超空洞のひとつでありスーパーボイドとも呼ばれる。1981年に、 Robert Kirshner、Augustus Oemler, Jr.、Paul Schechter および Stephen Shectman により銀河の赤方偏移のサーベイ中に発見された。
このボイドを研究し始めた他の天文学者たちはボイドの中にいくつかの銀河を発見した。 J. Moody, Robert Kirshner、G. MacAlpine、および S. Gregory は、1987年に8個の新しい銀河を発見し公表した。
M. Strauss とジョン・フックラ (John Huchra) は1988年にさらに3個の銀河の発見を公表し、 Greg Aldering、G. Bothun、Robert P. Kirshner、Ron Marzke は、1989年にさらに15個の銀河の発見を公表した。その後も銀河の発見は続いており、1997年までには総数60個のうしかい座ボイド銀河が知られている。
天文学者の Greg Aldering によれば、このボイドの大きさは「天の川銀河がこのボイドの中心にあったとすれば、1960年代に至るまでわれわれは他の銀河が存在することを知らなかったであろう」というほどのものである
。
ヘルクレス座超銀河団はこの超空洞の我々から見て近い側の境界の一部を形作っている。

## ボイドの形成理論
うしかい座ボイドはより小規模のボイドが合体して形成されたという理論が出されている。これは、せっけんの泡が合体してより大きな泡になるのに似ている。この理論は、少数の銀河がボイドの中央を貫くおおよそチューブ状の領域を構成していることを説明できる。